# アラシグサ属
アラシグサ属（アラシグサぞく、学名：Boykinia、和名漢字表記：嵐草属）はユキノシタ科の属の一つ。属名は米国の博物学者Samuel Boykinへの献名である。

## 特徴
多年草。茎や葉に腺毛が生える。葉は落葉性で、葉身は円形で掌状に分裂する。葉柄があり、柄は葉身の基部につく。花は小型の両性花が集散状円錐花序をなし、花弁は5個で、色は白色または淡黄色。雄蘂は5個。花柱は離生する。果実は蒴果となり、種子は小型。
北半球に約7種知られ、日本に1種、アジアからアラスカ、カナダにかけて1種、残りは北アメリカに分布する。

## 種

### 日本の種
- アラシグサ Boykinia lycoctonifolia (Maxim.) Engl.

### 外国の種
- Boykinia aconitifolia Nutt. -Allegheny brookfoam
- Boykinia intermedia (Piper) G.N. Jones -Sierra brookfoam
- Boykinia major A.Gray -Large boykinia
- Boykinia occidentalis Torr. & A.Gray -Coastal brookfoam
- Boykinia richardsonii (Hook.) Rothr. -Richardson's brookfoam
- Boykinia rotundifolia Parry -Roundleaf brookfoam

## ギャラリー
- アラシグサ
- Boykinia major
- Boykinia occidentalis
- Boykinia rotundifolia